# Teredorus bhattacharyi
Teredorus bhattacharyi är en insektsart som beskrevs av Shishodia 1991. Teredorus bhattacharyi ingår i släktet Teredorus och familjen torngräshoppor. Inga underarter finns listade i Catalogue of Life.